# Robert Ślepaczuk
Robert Paweł Ślepaczuk – polski ekonomista, doktor habilitowany nauk społecznych, profesor na Uniwersytecie Warszawskim.

## Kariera naukowa
W 2001 roku na Uniwersytecie Warszawskim uzyskał tytuł magistra finansów i bankowości. W 2005 roku na Wydziale Nauk Ekonomicznych tej samej uczelni uzyskał stopień doktora nauk ekonomicznych na podstawie rozprawy pt. Efektywność rynku indeksowych i akcyjnych kontraktów terminowych, której promotorem był Witold Koziński. W tym samym roku został zatrudniony na tejże uczelni. W 2020 roku uzyskał na Uniwersytecie Ekonomicznym w Poznaniu stopień doktora habilitowanego nauk społecznych na podstawie pracy pt. Nowoczesna strategia alokacji aktywów ze szczególnym uwzględnieniem nietradycyjnych klas aktywów oraz najnowszych technik przetwarzania danych.